# Глюкозотолерантний тест
Глюкозо-толерантний тест (дворазове визначення) — лабораторне дослідження, що застосовується для діагностики цукрового діабету та інших порушень метаболізму вуглеводів в організмі.

## Методика проведеня тесту
Пероральний глюкозотолерантний тест (ПГТТ, oral glucose tolerance test – OGTT) є найчастішим функціональним дослідженням при діагностиці цукрового діабету (ЦД) і порушень толерантності до глюкози. Повторювальність ПГТТ складає лише 60 %, проте він є одним із 3-х методів діагностування ЦД.
Тест полягає в тому, що аналіз крові на глюкозу береться у людини двічі за короткий проміжок часу. Перший зразок крові відбирається натщесерце, після чого пацієнт випиває розчин глюкози у воді (проводиться вуглеводне навантаження), а через дві години береться другий зразок для аналізу.
При діагностиці ЦД у вагітних жінок виконується тест з 75 г глюкози, з визначенням глікемії натще, через 1 год та 2 год від вживання розчину глюкози.

## Показання до призначення
Приводом для призначення може служити:
- індекс маси тіла (ІМТ) вище 25;
- наявність цукрового діабету у найближчих родичів;
- приналежність до вікової категорії старше 45 років;
- діагностоване захворювання серцево-судинної системи (перш за все, артеріальна гіпертензія);
- низький рівень фізичної активності;
- діагностичне дослідження у жінок із нормальною глікемією на початку вагітності – планово на 24–28-му тиж. вагітності.
- діагностовані порушення ліпідного обміну.

Найчастіше аналіз призначають ендокринологи — профільні фахівці в лікуванні порушень обміну речовин. Але дослідження може бути призначено будь-яким лікарем, який може запідозрити у пацієнта цукровий діабет — від терапевта, до кардіолога і нефролога.
Якщо пацієнт старше 45 років, то глюкозо-толерантний тест стає скринінговим — проводиться кожні три роки. Аналогічно — для пацієнтів, що мають ІМТ більше 25 і будь-який додатковий фактор ризику із зазначених у списку.
Глюкозо-толерантний тест дає можливість встановити наступні порушення обміну вуглеводів:
- цукровий діабет;
- порушення глікемії натщесерце (ПГН)
- порушення толерантності до глюкози.
- порушення ліпідного обміну.

Дозволяючи діагностувати цукровий діабет, тест не розрахований на уточнення його типу або причин виникнення хвороби. Тому дослідження є однією з перших сходинок у процесі діагностики захворювання і його лікування.

## Підготовка до обстеження
Тест проводиться натщесерце — період голодування повинен становити не менше 8 годин, протягом яких допускається вживання води. За 10-15 годин до дослідження не можна вживати алкоголь і нікотин.
Після взяття першого зразка крові, пацієнт повинен відразу прийняти вуглеводне навантаження (випити розчин глюкози). Другий зразок відбирається через дві години, протягом яких не можна піддаватися фізичним навантаженням, також заборонено куріння.
Матеріал для дослідження: кров з вени.
Метод дослідження: ферментативний УФ метод (гексокіназний).
Термін проведення: 1 робочий день.

## Значення результатів
У крові здорової людини в постабсорбтивному стані, що відбувається зранку, натщесерце, через декілька годин після прийому їжі, нормальна концентрація глюкози — 60-100 мг% або 3,3-5,5 ммоль/л[4]
Порогові референтні значення тесту:
За винятком вагітності, концентрація глюкози, визначена в плазмі венозної крові (ПГТТ з 75 г глюкози) через 120 хв:
1) <7,8 ммоль/л (140 мг/дл) – нормальна толерантність до глюкози
2) 7,8–11,0 ммоль/л (140–199 мг/дл) – порушена толерантність до глюкози
3) ≥11,1 ммоль/л (200 мг/дл) – ЦД.
Якщо результати тесту вище цих показників, то у пацієнта одне з порушень вуглеводного метаболізму: цукровий діабет, порушення толерантності до глюкози або глікемія натще. Такий пацієнт потребує додаткових обстеженнях і консультації ендокринолога для з'ясування типу і характеру порушень метаболізму вуглеводів.
Хибнопозитивний результат можливий у пацієнтів, які нещодавно перенесли хірургічне втручання, гостру хворобу або сильний стрес. Також результат тесту може спотворювати прийом ряду препаратів, тому важливо перед призначенням тесту повідомити лікаря про те, що ви приймаєте ліки.
Результати нижче референсних значень також можливі і можуть бути викликані інтенсивними фізичними навантаженнями, занадто довгим періодом утримання від їжі або прийомом ліків.